# Estadio 25 de Noviembre

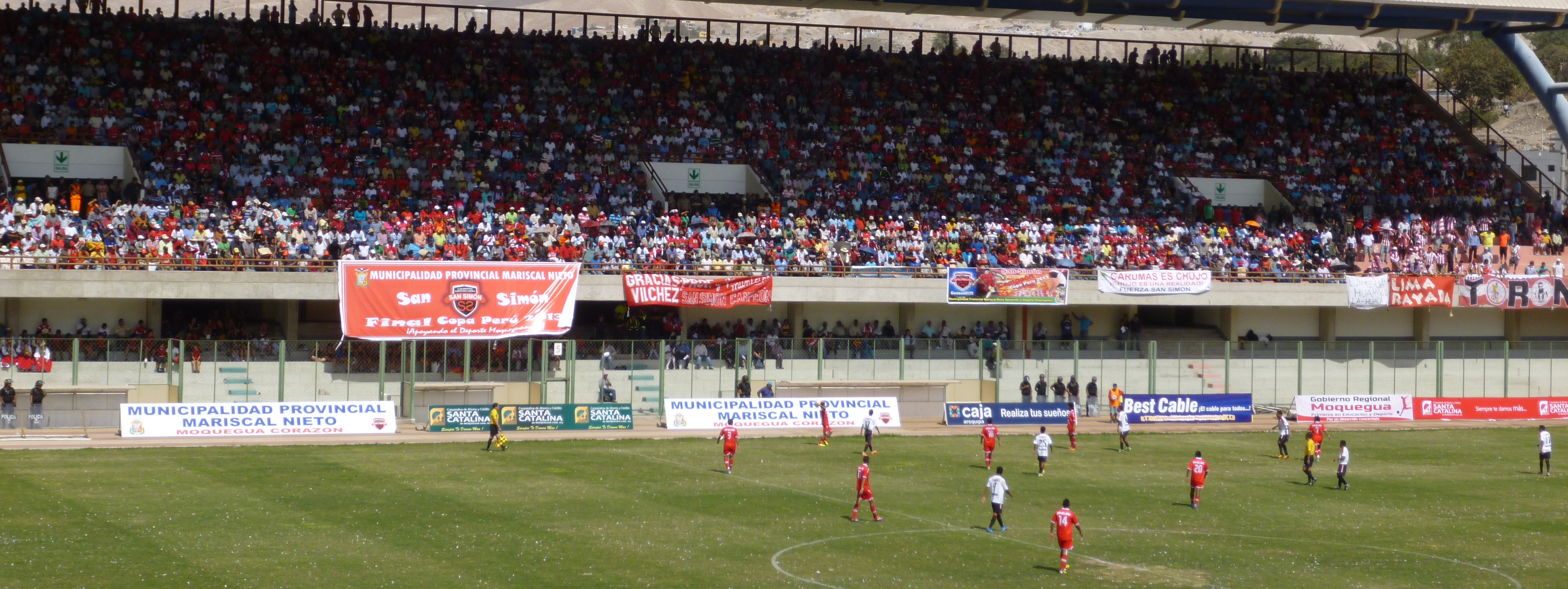
Vista del Estadio 25 de noviembre en la final de la Copa Perú 2013.

El Estadio 25 de Noviembre es un recinto deportivo para la práctica del fútbol ubicado en la ciudad peruana de Moquegua, capital del departamento homónimo. 
El estadio es propiedad del Instituto Peruano del Deporte, fue inaugurado en el año 2009 con el partido entre Cobresol y el América Cochahuayco, en el que se impuso el cuadro local por 1-0. Tenía un aforo para 9000 espectadores, estando aún en construcción. Ahora que ya está finalizado su capacidad es de 21 000 espectadores.
El estadio fue una de las sedes del Campeonato Sudamericano Sub-20 de 2011 que se realizó en los departamentos de Moquegua, Arequipa y Tacna.

## Partidos internacionales
| Fecha      | Partido            | Resultado | Competición                    |
| ---------- | ------------------ | --------- | ------------------------------ |
| 22-01-2011 | Brasil - Bolivia   | 1-1       | Campeonato Sudamericano Sub-20 |
| 22-01-2011 | Ecuador - Paraguay | 1-0       | Campeonato Sudamericano Sub-20 |
| 08-02-2011 | Perú - Panamá      | 1-0       | Amistoso                       |

## Finales y definiciones
| Fecha      | Local     | Resultado | Visitante     | Competición                   |
| ---------- | --------- | --------- | ------------- | ----------------------------- |
| 10-10-2010 | Cobresol  | 1 - 0     | U. San Marcos | Segunda División 2010         |
| 15-12-2013 | San Simón | 2 - 3     | Unión Huaral  | Final Copa Perú 2013 (Vuelta) |